# Věra Petráčková
Věra Petráčková (ur. 18 lutego 1941, zm. 23 maja 1998) – czeska bohemistka, slawistka, leksykografka, redaktorka, wykładowczyni uniwersytecka oraz pracownik Katedry Języka Czeskiego na Wydziale Pedagogicznym Uniwersytetu Karola w Pradze. Zajmowała się analizą twórczości Jana Amosa Komeńskiego i Václava Jana Rosy oraz dziejami czeskiego językoznawstwa i czeskiej literatury.

## Życiorys
Ukończyła studia na Uniwersytecie Karola w Pradze, gdzie kształciła się w następujących dziedzinach: język czeski, język rosyjski, język ukraiński i język angielski. W swojej pracy naukowej poświęciła się badaniom deklinacji imiennej we wczesnej czeszczyźnie. Zajmowała się gramatyką czeską oraz leksykologią wczesnej nowożytności.
W latach 80. pracowała w Instytucie Języka Czeskiego, gdzie zajmowała się przede wszystkim czeskim słownikarstwem. Przyczyniła się do opracowania publikacji Akademický slovník cizích slov.